# TopTenReviews
TopTenReviews es un sitio web que recopila reseñas de álbumes de música, videojuegos, películas, software, hardware, DVD y otras publicaciones. Fundado en 2003 por Jerry Ropelato, TopTenReviews es uno de los sitios más populares por su tamaño y tráfico, y contiene una de las mayores bases de datos en línea de críticas. En octubre de 2010 tenía de ranking en el índice Alexa de 1.105 en Estados Unidos y 1.876 a nivel global. Entre sus principales competidores destacan sitios web como Rotten Tomatoes y Metacritic.
Como todos los agregadores, el sitio web ofrece un sistema de puntuación y este es muy variado, pasando de calificaciones de 100 puntos, 10 puntos y grados de letras. La media la realiza con un sistema de cuatro estrellas con cuatro decimales (de 0,0000 a 4,0000) basándose en las críticas recopiladas.

## Rankings
En diciembre de 2010, las diez películas con mejores puntuaciones eran las siguientes:
1. Raiders of the Lost Ark (1981)
2. Citizen Kane (1941)
3. Singin' in the Rain (1952)
4. The Godfather (1972)
5. 12 Angry Men (1957)

En diciembre de 2010, los diez álbumes musicales con mejores puntuaciones eran los siguientes:
1. Pet Sounds de The Beach Boys
2. Revolver de The Beatles
3. The Hits de Garth Brooks
4. Born in the U.S.A. de Bruce Springsteen
5. Blonde on Blonde de Bob Dylan

En diciembre de 2010, los diez videojuegos con mejores puntuaciones eran los siguientes:
1. Grand Theft Auto IV (Xbox 360)
2. Grand Theft Auto IV (PlayStation 3)
3. Super Mario Galaxy (Wii)
4. Call of Duty: Modern Warfare 2 (Xbox 360)
5. Fallout 3 (PC)